# Trung tâm Quốc gia Điện ảnh
Trung tâm Quốc gia Điện ảnh (tiếng Pháp: Centre national de la cinématographie, CNC; tiếng Anh: National Board of Cinema, NBC) là cơ quan đặc trách các vấn đề điện ảnh trực thuộc Nha thông tin - Bộ văn hóa Việt Nam Cộng hòa, tồn tại giai đoạn 1959 - 1977.

## Lịch sử
Thập niên 1950, trong bối cảnh kĩ nghệ điện ảnh thế giới đang đà thăng tiến, chính phủ Việt Nam Cộng hòa quyết định thiết lập một cơ sở chuyên quản lí các vấn đề điện ảnh để ban đầu gây vụ lợi cho công tác giáo dục tuyên truyền về chính thể mới trong công dân và bạn hữu quốc tế, sau đó thúc đẩy một ngành thương mại dịch vụ làm sức bật cho nền kinh tế.
Ngay từ năm 1955, Tổng thống Ngô Đình Diệm đã kí quyết định thành lập Phòng điện ảnh trực thuộc Nha thông tin - Bộ văn hóa Quốc gia Việt Nam, nhưng cơ quan này hầu hết là người không được đào tạo chính quy về điện ảnh, hoàn toàn lệ thuộc chuyên gia Pháp cũng như phải mượn kĩ nghệ của Phòng điện ảnh trực thuộc Lực lượng viễn chinh Pháp. Vậy nên, sau khi chính thể Việt Nam Cộng hòa ra đời, tổng thống Ngô Đình Diệm đã chủ trương cử đội ngũ chuyên gia trẻ sang Hollywood học tập bài bản về kĩ nghệ điện ảnh tân tiến nhất, mọi phương tiện kĩ thuật đều cầu viện chính phủ Mĩ và phối hợp với các chuyên gia Philippines để tiến tới một nền điện ảnh có trình độ cao.
Năm 1959, Trung tâm Quốc gia Điện ảnh được thành lập, ban sơ phỏng mô hình cơ quan tương tự của Cộng hòa Pháp, sau đó tích cực cộng tác với một số hãng phim tư nhân có tên tuổi từ lâu để cho ra những cuốn phim tài liệu tuyên truyền chính trị và quân sự nhằm cho các chuyên gia người Việt thực hành kĩ nghệ đã tiếp thu từ Mĩ cũng như Pháp. Nhân sự sơ khởi gồm 19 đạo diễn, 13 chuyên viên quay phim, 5 chuyên viên thu thanh và 2 chuyên viên dựng phim.
Thời Đệ nhất Cộng hòa Trung tâm Quốc gia Điện ảnh là cơ quan duy nhất tại Việt Nam Cộng hòa tiến hành đào tạo chuyên viên điện ảnh, đồng thời có hệ thống phương tiện kĩ thuật tân tiến bậc nhất Đông Nam Á để ghi hình và in tráng phim tài liệu. Thi thoảng trung tâm cũng góp vốn và nhân sự với các hãng tư nhân để chế tác phim truyện chất lượng cao nhằm gầy dựng một nền điện ảnh Việt Nam đủ sức cạnh tranh quốc tế, đem lại lợi nhuận cho kinh tế quốc nội. Tuy nhiên, thời kì này kĩ nghệ điện ảnh tại trung tâm chỉ dừng lại ở mảng phim trắng đen. Thông thường các cá nhân hoặc hãng phim tư thục tầm trung thuê Trung tâm Quốc gia Điện ảnh in tráng sản phẩm của mình, sau đó đăng kí với Nha thông tin để được quảng bá cho khán giả tới rạp, chỉ số rất ít hãng phim tư thục lớn mới đem phim sang Hồng Kông, Đài Loan, Nhật Bản thuê in tráng phim màu.
Sang thời Đệ nhị Cộng hòa, do tình hình chiến sự khốc liệt, trung tâm đào tạo được đội ngũ phóng viên chiến trường sẵn sàng lăn xả vào các điểm nóng để ghi những thước phim quý nhất cho đồng bào và bạn hữu quốc tế hiểu bản chất cuộc chiến. Giai đoạn này, trung tâm bắt đầu thí nghiệm kĩ nghệ in tráng màu, nhưng chỉ để thực hiện những cuốn phim truyện có đầu tư tốn kém, vì điện ảnh Việt Nam Cộng hòa bấy giờ đã sa sút so với điện ảnh Đài Loan, Thái Lan, Kampuchea đang nổi lên. Bên cạnh mảng sản xuất và in tráng, trung tâm cũng lập được những đội chiếu phim lưu động để phổ biến điện ảnh trong lớp bình dân thành thị lẫn nông thôn, kịp thời tuyên truyền giáo dục chính sách cũng như thông tin chiến sự cho đại chúng, toàn bộ kinh phí do chính phủ đài thọ.
Trước thời điểm 30 tháng 04 năm 1975 ít lâu, nhận thấy tình huống chính trị mỗi lúc một xấu, Trung tâm Quốc gia Điện ảnh quyết định bàn giao một lượng lớn thước phim quan trọng cho các chuyên gia điện ảnh quân đội Mĩ và Úc, chủ yếu là phim tài liệu gồm cả công khai và tuyệt mật. Sau khi quân giải phóng vào tiếp quản, hầu hết sản phẩm điện ảnh còn lại (gồm phim tài liệu và phim truyện) của Trung tâm Quốc gia Điện ảnh được đội ngũ chuyên viên điện ảnh Quân đội Nhân dân Việt Nam niêm phong đem ra Hà Nội tàng trữ, chỉ một số ít vật chất cùng với cơ sở của trung tâm được giao cho Hãng phim Giải Phóng tạm quản lí.
Đầu năm 1976, Trung tâm Quốc gia Điện ảnh được đổi tên mới Trung tâm Điện ảnh Sài Gòn Giải phóng, đến giữa năm 1977 thì giải thể. Giai đoạn ngắn này chỉ kịp thực hiện vài phim thời sự về sinh hoạt ở nội thành Sài Gòn và các vùng phụ cận, chủ yếu trung tâm duy trì phương thức chiếu bóng lưu động. Trang thiết bị cũng như nhân sự được phân phối về Hãng phim Giải Phóng và Đài truyền hình Sài Gòn Giải phóng.

## Nhân sự
- Giám đốc: Lê Quỳnh
- Phó giám đốc: Phạm Duy, Lê Hoàng Hoa
- Chuyên viên: Hoàng Vĩnh Lộc, Hoàng Trọng...

## Sản phẩm
Phim tài liệu
- Đứa con của biển cả (Giải đặc biệt Liên hoan phim Berlin) (1959)
- Y phục phụ nữ (tiến trình cải biến y phục cổ truyền của đàn bà Việt)
- Non nước Hương Bình (phong cảnh đất thần kinh)
- Sơn mài Việt Nam (phim màu)
- Xuân về (phong tục ngày Tết)
- Điệu xòe sơn cước (vũ điệu người Thái Bắc Việt)
- Múa tứ linh
- Hát bộ
- Điệu hò Miền Trung
- Vietnam ! Vietnam ! (1967)
- Saigon - target zero (1968)
- Sài Gòn tháng 05 năm 1975: Những ngày đầu giải phóng
- Lễ duyệt binh 15 tháng 05 và 02 tháng 09 năm 1975 mừng đất nước thống nhất và quốc khánh

Phim truyện
- Chúng tôi muốn sống (1956)
- Áo dòng đẫm máu (1959)
- Xin nhận nơi này làm quê hương (1970)
- Loan mắt nhung (1970)
- Lẽ sống đời tôi (1970)
- Lệ đá (1971)
- Cô Lành cầu Bông (1972)
- Báu kiếm rửa hận thù (1972)
- Con ma nhà họ Hứa (1973)
- Trường tôi (1973)
- Triệu phú bất đắc dĩ (1973)
- Xin đừng bỏ em (1974)
- Cô Nhíp (1976)

## Liên kết
1. ↑  Nữ nghệ sĩ Phương Liên 50 năm sân khấu[liên kết hỏng]
2. ↑  "Những ngày với Du Tử Lê ở KBC 3168, Sài Gòn". Bản gốc lưu trữ ngày 2 tháng 5 năm 2014. Truy cập ngày 16 tháng 2 năm 2021.
3. ↑  "Điện ảnh Việt Nam". Thế giới Tự do Tập X Số 4. Sài Gòn: Sở Thông tin Hoa Kỳ, 1961.
4. ↑  "Thành-tích của Bộ Công-dân vụ, Nha Thông-tin, Việt Tấn Xã", Hồ sơ thành tích hoạt động 7 năm của Chính phủ (1954-1961). Sài Gòn: Nha Thông tin, 1961. Tr 96-97

### Tư liệu
- Khôi phục những di sản điện ảnh Sài Gòn trước 1975